# Jack Messina
Jack Messina é um ator infantil americano, mais conhecido por seu papel atual como Cal Stone no drama de ficção científica da NBC Manifest. Messina começou a atuar aos sete anos de idade, participando de aulas na Actors Garage em Manhasset, Nova York,As esperanças futuras de Messina são trabalhar um dia com Will Ferrell , Jim Carrey ou Tom Hanks

## Filmografia
| Ano       | Título                    | Papel     | Notas                                         |
| --------- | ------------------------- | --------- | --------------------------------------------- |
| 2018–2021 | Manifest                  | Cal Stone | Elenco Principal, 35 Episódios (3 Temporadas) |
| 2018      | The Marvelous Mrs. Maisel | Salvatore | 1 episódio: "A sala de punição"               |